# 3月13日
3月13日是公历一年中的第72天（闰年第73天），离全年的结束还有293天。								

## 大事记

### 19世紀以前
- 1639年：为纪念约翰·哈佛，哈佛學院正式得名。
- 1781年：英国天文学家威廉·赫雪尔在位于索美塞特郡的自宅庭院发现新的行星天王星。

### 19世紀
- 1848年：克萊門斯·馮·梅特涅在維也納的學生示威後被迫辭去奧地利外交大臣的職務。
- 1881年：俄罗斯民意党成员伊格纳齐·赫雷涅维茨基等人成功刺杀沙皇亚历山大二世。
- 1884年：马赫迪起义：喀土穆圍城戰开始。
- 1900年：第二次波耳戰爭：英军占领布隆方丹。

### 20世紀
- 1901年：钢铁大王安德魯·卡內基宣布退休。
- 1905年：日俄激战，俄军被迫放弃沈阳。
- 1919年：中国龙井地区发生3·13反日运动。
- 1920年：沃尔夫冈·卡普等德国保皇党在首都柏林发动推翻威玛共和国政府的政变，最终失败。
- 1921年：蒙古国在罗曼·冯·恩琴的领导下，宣布脱离中华民国，外蒙古独立。
- 1938年：奥地利併入德國。
- 1943年：德国武装亲卫队对波兰克拉科夫犹太人区展开清算，将犹太人枪毙或送往集中营。
- 1947年：延安保卫战开始。
- 1954年：由武元甲领导的越南独立同盟会军队向奠边府市的法国军队发动进攻，奠边府战役爆发。
- 1964年：姬蒂·吉諾維斯在紐約市皇后區遇害身亡，由於鄰居們目睹殺人事件卻無動於衷的虛假說法，引發對旁觀者效應的研究。
- 1972年：中華人民共和國政府和英国在北京签署联合公报，决定从即日起将双方派驻对方的外交代表由代办升格为大使。英国决定自本日起撤销其在台北的官方代表机构。
- 1979年：欧洲共同体内部开始使用欧洲货币单位作为计价结算的一种货币单位。
- 1979年：莫里斯·毕晓普发动政变（英语：Article Name），夺取格林纳达统治权。
- 1982年：北京将计划生育定为一项基本国策。
- 1984年：台湾宣布实施“自由经济政策”。
- 1988年：连接日本本州青森市与北海道函馆市的青函隧道正式通车，为当时世界最长的海底隧道。
- 1991年：香港政府公佈社會福利白皮書。
- 1996年：一名槍手在蘇格蘭鄧伯蘭的一所小學殺害16名兒童和一名教師，隨後自殺身亡。
- 1997年：V字型不明飛行物飛過鳳凰城，此不明飛行物稱為鳳凰城光點。[1][2]
- 2000年：美國國防部長威廉·科恩訪問越南，成為越戰結束25年來首位訪問越南的美國國防部長。

### 21世紀
- 2011年：日本福島第一核電廠1號機組受三陸沖大地震影響發生冷卻系統故障，導致反應爐心溫度無法控制，在日本時間下午3時36分4左右，冒出白煙後傳出爆炸聲響，有4人受傷，並造成輻射外洩。
- 2012年：自初版面世以來歷時244年的大英百科全書將不再出版印刷版。
- 2013年：教宗选举秘密会议选出耶稣会的方济各为新任教宗，也是首位出身南半球的教宗。

## 出生
- 1084年：李清照，南宋女詞人（1155年逝世）
- 1615年：教宗英諾森十二世，羅馬主教（1700年逝世）
- 1733年：约瑟夫·普利斯特里，英国化学家（1804年逝世）
- 1741年：约瑟夫二世，神圣罗马皇帝（1790年逝世）
- 1753年：路易絲·瑪麗·阿德萊德·德·波旁，法国奥尔良公爵夫人（1821年逝世）
- 1763年：紀堯姆·布律納，法國軍人、政治人物，法國元帥（1815年逝世）
- 1815年：詹姆斯·柯蒂斯·赫本，美國醫生、教育家、翻譯家（1911年逝世）
- 1828年：利士比，法國海軍將領（1897年逝世）
- 1855年：帕西瓦尔·罗威尔，美國天文学家（1916年逝世）
- 1860年：胡戈·沃爾夫，奧地利作曲家、音樂評論家（1903年逝世）
- 1874年：埃勒里·克拉克，美國男子田徑運動員（1949年逝世）
- 1897年：比利·貝列爾，蘇格蘭職業足球運動員（1968年逝世）
- 1902年：李梅樹，台灣藝術家（1983年逝世）
- 1908年：默特爾·克萊爾·巴舍爾德，美國化學家（1997年逝世）
- 1912年：查爾斯·謝彭斯，比利時眼科醫生（2006年逝世）
- 1913年：謝爾蓋·米哈爾科夫，俄羅斯作者，蘇聯國歌及俄羅斯聯邦國歌作詞者（2009年逝世）
- 1914年：符保盧，中國男子撐竿跳運動員、演員、飛行員（1943年逝世）
- 1925年：約翰·泰特，美國數學家（2019年逝世）
- 1927年：勞爾·阿方辛，阿根廷律師、政治人物，前任阿根廷總統（2009年逝世）
- 1927年：釋淨空，台灣佛教講經法師（2022年逝世）
- 1929年：唐納德·馬夸特，美國統計學家（1997年逝世）
- 1935年：蒔田尚昊，日本作曲家（2024年逝世）
- 1938年：栃乃海晃嘉，日本相撲力士，第49代橫綱（2021年逝世）
- 1939年：李國寶，香港銀行家、政治人物
- 1942年：戴夫·卡特勒，美國軟體工程師
- 1945年：吉永小百合，日本女演員
- 1947年：蕭芳芳，香港女演員
- 1947年：尤里·烏沙科夫，俄羅斯外交官
- 1948年：大和和紀，日本漫畫家
- 1952年：沃爾夫岡·里姆，德國作曲家（2024年逝世）
- 1955年：何厚鏵，澳門特別行政區第一、二任行政長官
- 1956年：郭瑤琪，臺灣政治人物（2025年逝世）
- 1956年：傑米·戴蒙，美國銀行家
- 1960年：唐凱琳，英國外交官
- 1966年：鮑偉聰， 香港電視前編劇
- 1963年：秋谷裕幸，日本語言學家
- 1967年：安德列斯·埃斯科巴，哥倫比亞職業足球運動員（1994年逝世）
- 1968年：奧井雅美，日本女歌手
- 1971年：阮清越，越南裔美國小說家
- 1971年：珍妮弗·摩根，美國科技主管，前任SAP SE聯合執行長
- 1973年：黃金寶，香港首席單車手
- 1974年：李慧琼，香港政界人物
- 1976年：丹尼·馬斯特森，美國男演員、DJ
- 1977年：謝安琪，香港女歌手
- 1979年：陳怡蓉，臺灣女演員
- 1979年：尤漢·山塔納，美國棒球选手
- 1981年：史提芬·麥佳亞，英國職業司諾克選手
- 1982年：羽多野涉，日本男性聲優
- 1982年：櫻井良太，日本籃球運動員
- 1982年：申愛，韓國女演員
- 1982年：李水京，韓國女演員
- 1982年：朱慧雯，美國女子冰球運動員
- 1984年：南里侑香，日本女性聲優、歌手
- 1984年：喜屋武千秋，日本寫真偶像、女歌手
- 1984年：李浚赫，韓國男演員
- 1986年：附田祐斗，日本漫畫家，代表作《食戟之靈》
- 1986年：大東駿介，日本男演員、模特兒
- 1987年：張培萌，中國男子田徑運動員
- 1988年：劉雨欣，中國女演員
- 1991年：張藝洋，中國男演員、歌手
- 1991年：何杰，臺灣男歌手
- 1991年：權娜拉，韓國女子偶像團體Hello Venus成員
- 1991年：曼尼·巴努埃洛斯，墨西哥職業棒球運動員
- 1992年：金明洙，韓國男子偶像團體INFINITE成員
- 1992年：喬治·麥凱，英國男演員
- 1993年：篠宮友里，日本AV女優、偶像
- 1994年：吉力吉撈·鞏冠，臺灣職業棒球運動員
- 1994年：中島健人，日本演員
- 1995年：蔡祥，台灣女藝人
- 1995年：奧原希望，日本女子羽球運動員
- 1995年：米凱拉·席弗琳，美國女子高山滑雪運動員
- 1998年：劉少昂，匈牙利華裔短道速滑選手
- 2001年：崔杋圭，韓國男子偶像團體TXT成員
- 2001年：裴秀珉，韓國女子偶像團體STAYC成員
- 2002年：朴彩麟，韓國女子偶像團體Cherry Bullet成員
- 2004年：科科·高夫，美國女子網球運動員
- 生年不詳：香里有佐，日本女性聲優

## 逝世
- 1403年：馬黑麻·蘇丹，帖木儿帝国儲君（1375年出生）
- 1879年：阿道夫·安德森，德國職業西洋棋棋士（1818年出生）
- 1881年：亞歷山大二世，俄羅斯帝國皇帝（1818年出生）
- 1885年：威廉·鄧克爾，德國地質學家、古生物學家、動物學家（1809年出生）
- 1901年：本杰明·哈里森，美國政治人物，美國第23任總統（1833年出生）
- 1906年：蘇珊·安東尼，美國女性民權運動領袖（1820年出生）
- 1918年：策扎爾·居伊，俄羅斯作曲家（1835年出生）
- 1929年：亨里·斯戈特·圖克，英國視覺藝術家、攝影家（1858年出生）
- 1931年：伍盤照，美國作家、牧師、獨立報人、演說家（1866年出生）
- 1946年：近藤十郎，日本建築師（1877年出生）
- 1947年：湯德章，台灣律師，二二八事件受難者（1907年出生）
- 1952年：福來友吉，日本心理學家（1869年出生）
- 1957年：佐治·阿里臣，英國足球記者、領隊（1883年出生）
- 1983年：陶三姑，香港演员（1895年出生）
- 1996年：克里斯多夫·奇士勞斯基，波蘭電影導演、編劇（1941年出生）
- 2000年：劉玉英，臺灣政治人物（1904年出生）
- 2001年：亨利·李·卢卡斯，美國史上殺人最多、手段最殘忍、猖狂的連環殺手（1936年出生）
- 2010年：何平平，曾為世界上身高最矮的男子（1988年出生）
- 2014年：王金河，臺灣外科醫生，有「臺灣烏腳病之父」的美譽（1916年出生）
- 2014年：邱德雲，臺灣攝影師（1931年出生）
- 2020年：楊牧，台灣詩人[3]（1940年出生）
- 2022年：威廉·赫特，美國電影演員（1950年出生）
- 2022年：唐川，台灣男演員（1952年出生）
- 2022年：布倫特·雷諾，美國記者、作家、紀錄片製片人、攝影記者（1971年出生）
- 2022年：斯捷潘·塔拉巴爾卡，烏克蘭空軍少校，王牌飛行員（1993年出生）
- 2024年：馬塞羅·甘迪尼，義大利汽車設計師（1938年出生）
- 2025年：索菲婭·古拜杜林娜，俄羅斯作曲家（1931年出生）
- 2025年：勞爾·格里哈爾瓦，美國政治人物（1948年出生）
- 2025年：李國祥，香港男歌手（1964年出生）

## 节假日与习俗
- 泰國：國家大象日
- 臺灣臺南市：正義與勇氣紀念日